# Gran Peña FC
Gran Peña FC is een Spaanse voetbalclub uit Vigo die uitkomt in de Tercera División. De club werd opgericht in 1926.